# AG-47
La autovía AG-47 o Autovía Curro-Bayón es una autovía autonómica de la Junta de Galicia que transcurrirá entre Curro y Bayón en el futuro, por lo que en la actualidad esta paralizados todos los proyectos, incluyendo las obras del primer tramo de unos 1,9 kilómetros de longitud, entre Curro y Ladrido. Consta de unos 8,85 kilómetros de longitud, de forma provisional hasta conocer el proyecto definitivo y completo de toda la autovía y la velocidad limita a 120 km/h.
En octubre de 2008, aprobaron el estudio informativo de la autovía, como corredor alternativo de la carretera autonómica PO-531. Los trámites administrativos permitieron a ejecutar las obras del primer tramo de unos 1,9 kilómetros de longitud, entre Curro y Ladrido, a finales de 2011, después de los retrasos administrativos y problemas económicos. Al mismo tiempo, avanzaron la segunda fase del proyecto del segundo tramo entre Ladrido y A Goulla de unos 1,5 kilómetros de longitud, resuelto el problema sobre unos escasos metros de la final del segundo tramo que esta previsto construirse el enlace de A Goulla con la carretera provincial, EP-9407. En marzo de 2012, decidieron suspenderse los proyectos y las obras, pero no suspendieron las obras del Nudo de Curro como forma parte de este proyecto. En este momento, estaba en la fase final de las obras que permitieron abrirse en agosto de 2012.
Hasta entonces, no ha actualizado nada los proyectos que ya caducaron, por lo que obligaron a reiniciar para actualizar la nueva normativa. La Junta de Galicia decidieron de que en el futuro, cuando avance las obras de la futura autovía A-57 (se encarga el Ministerio de Transportes, Movilidad y Agenda Urbana) con el tramo de la Circunvalación de Pontevedra avance desde Vilaboa hasta Curro, por el este de Pontevedra, permitiría reiniciar los proyectos caducados para avanzar hasta Bayón y resolver las alegaciones que le afecta a la catenaria.

## Tramos
| Denominación | Tramo                                            | Kilómetros | Estado (2025)                                                    |
| ------------ | ------------------------------------------------ | ---------- | ---------------------------------------------------------------- |
|              | PO-531 A-57 Curro - Ladrido                      | 1,9        | Obras suspendidas (pendiente actualización nuevo proyecto)       |
|              | Ladrido - EP-9407 A Goulla                       | 1,5        | Proyecto caducado (pendiente actualización nuevo proyecto)       |
|              | EP-9407 A Goulla - VG-4.7 N-640 PO-531 San Simón | 5,5        | Estudio informativo terminado (pendiente licitación de proyecto) |